# Assénovgrad (obchtina)
L'obchtina Assénovgrad (bulgare : Община Асеновград) est une commune du sud de la Bulgarie, située dans l'oblast de Plovdiv. Son chef-lieu est la ville d'Assénovgrad.

## Géographie physique
La commune est située dans le sud de la Bulgarie, à 165 km au sud-est de la capitale Sofia et à 20 km au sud-est de Plovdiv.

## Géographie humaine
| 1926 | 1934 | 1946 | 1956 | 1965 | 1975 | 1985 | 1992 | 2001 |
| ---- | ---- | ---- | ---- | ---- | ---- | ---- | ---- | ---- |
| -    | -    | -    | -    | -    | -    | -    | -    | -    |

| 2005 | 2011   | 2021   | 2022   | - | - | - | - | - |
| ---- | ------ | ------ | ------ | - | - | - | - | - |
| -    | 63 713 | 59 934 | 56 950 | - | - | - | - | - |

,,

## Administration
La municipalité d'Assénovgrad comprend  29 localités (1 ville et 28 villages) :
| - Assénovgrad - Batchkovo - Bor - Boyantsi - Dobrostan - Dolnoslav - Gornosslav - Izbegliy - Jalt kamak - Konuche | - Kossovo - Kozanovo - Lénovo - Lyaskovo - Mostovo - Mouldava - Narétchènski bani - Novakovo - Novi Izvor - Orèchéts | - Ouzounovo - Patriarh Evtimovo - Sini Vrh - Stoevo - Topolovo - Tri Moguili - Tchérvèn - Vrata - Zlatovrh |

### Jumelages
La ville d'Assénovgrad est jumelée avec :
- Kilkís (Grèce) depuis 1989
- Náoussa (Grèce) depuis 1999
- Prilep (Macédoine) depuis 1993
- Pergame (Turquie) depuis 1992
- Stary Oskol (Russie) depuis 2008

## Galerie

Carte topographique de la commune
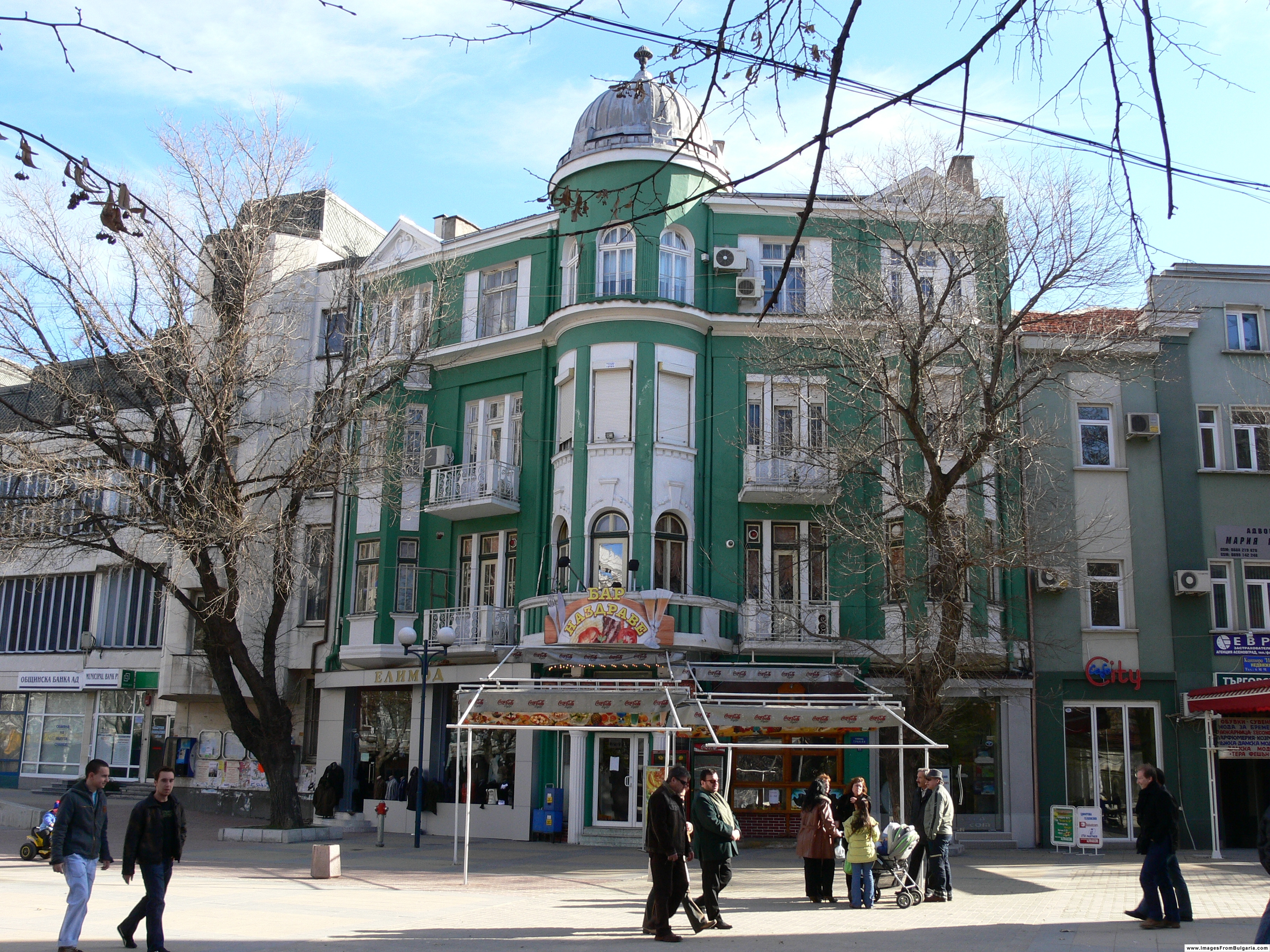
Assénovgrad : vue de la place centrale
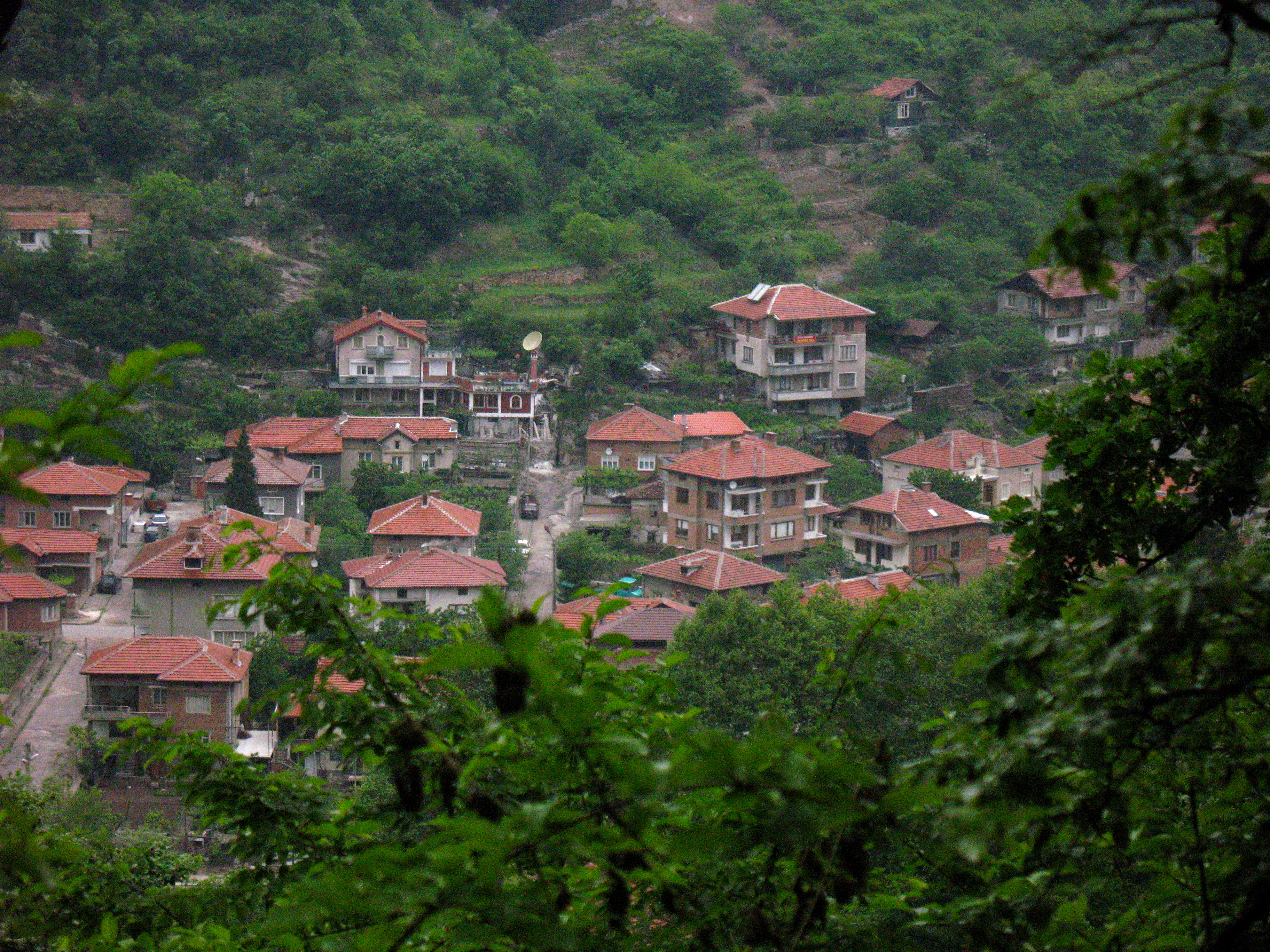
Batchkovo : Vue panoramique
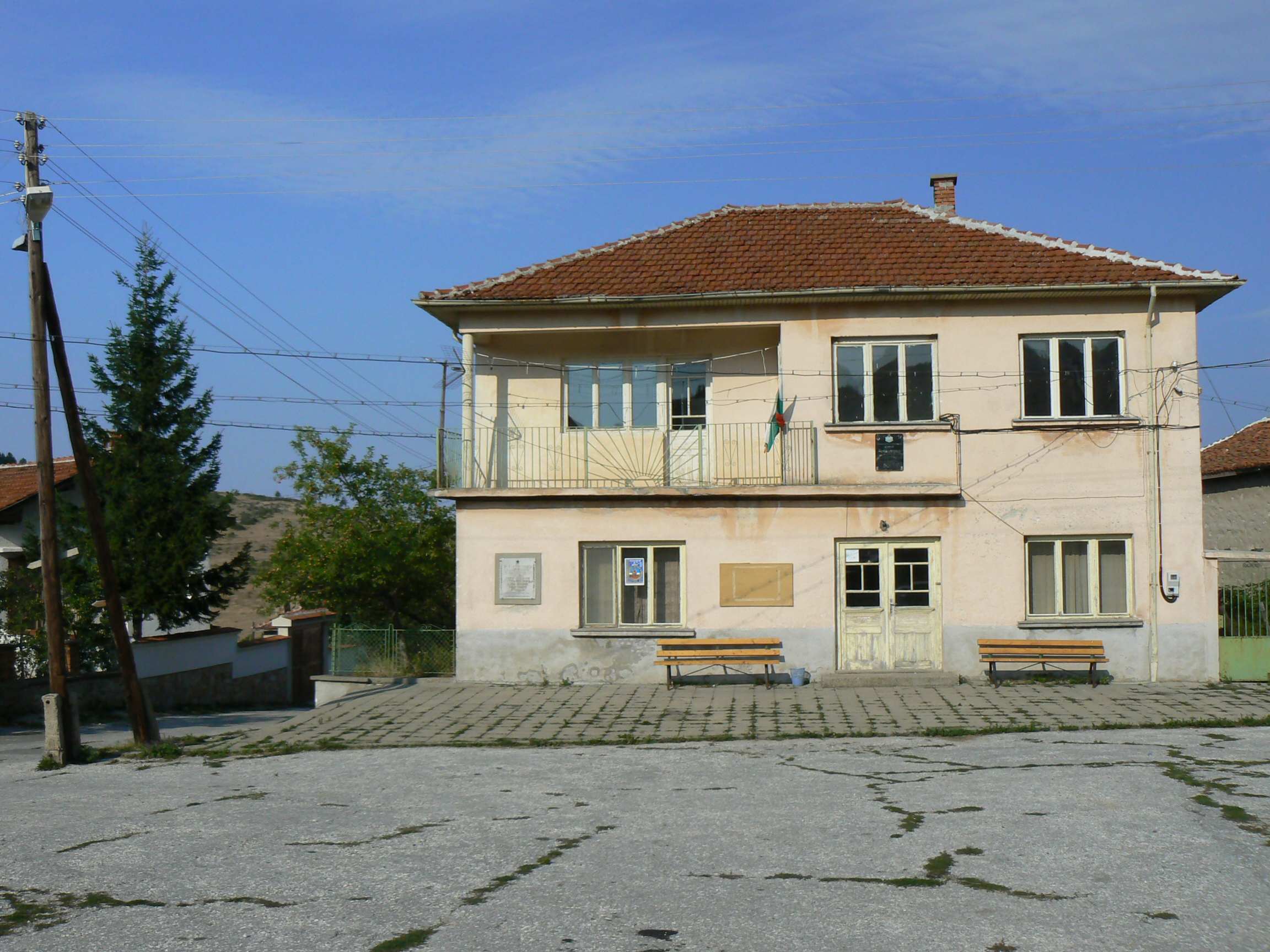
Dobrostan : La mairie-annexe
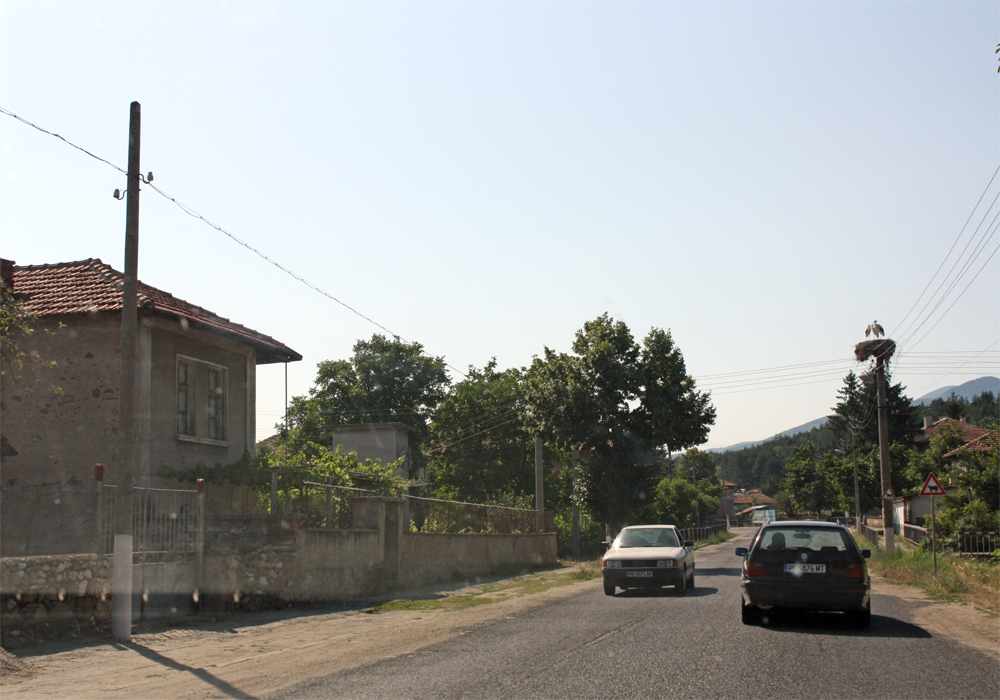
Dolnoslav : la rue principale
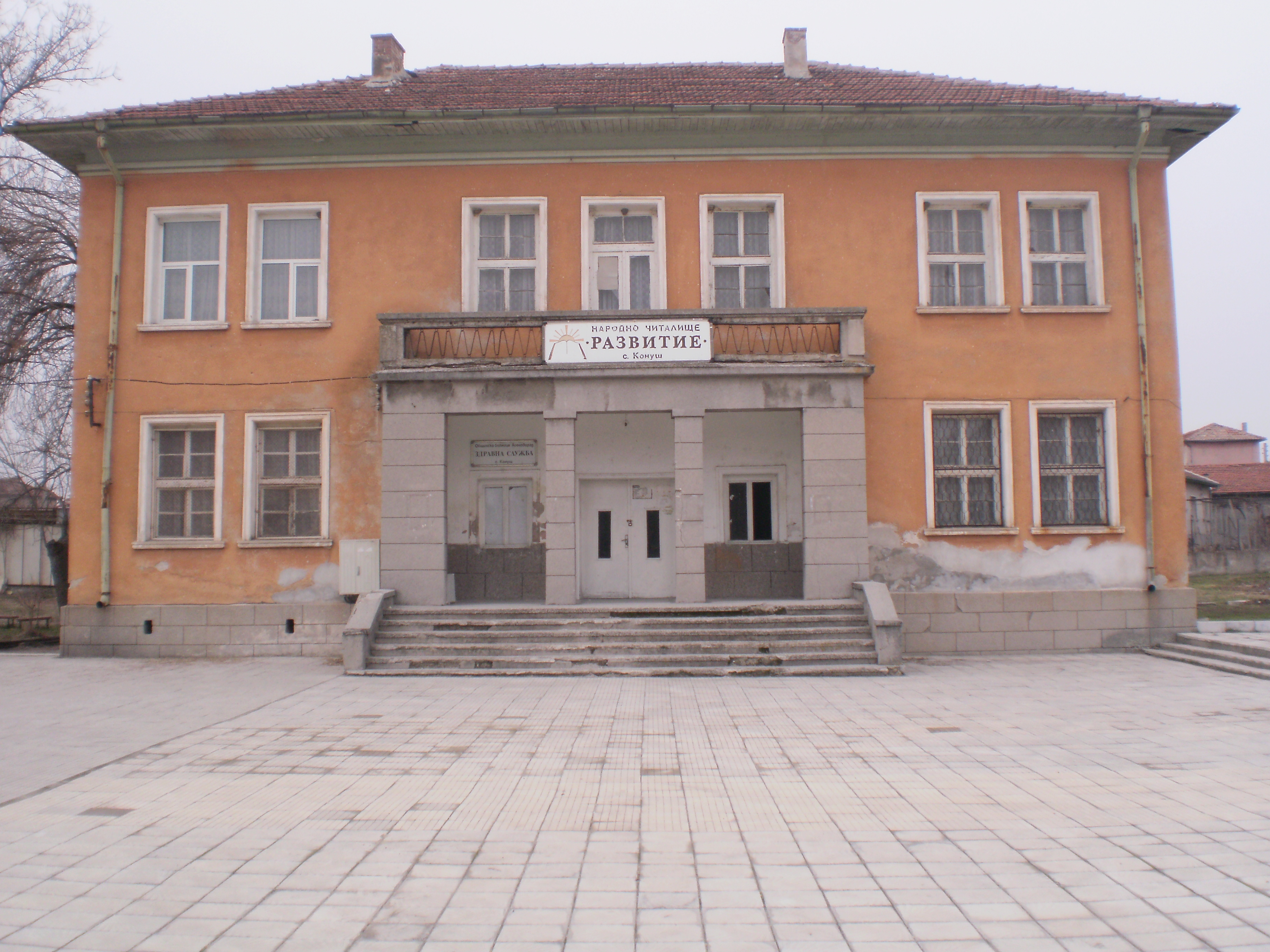
Konuche : le Tchitalichté
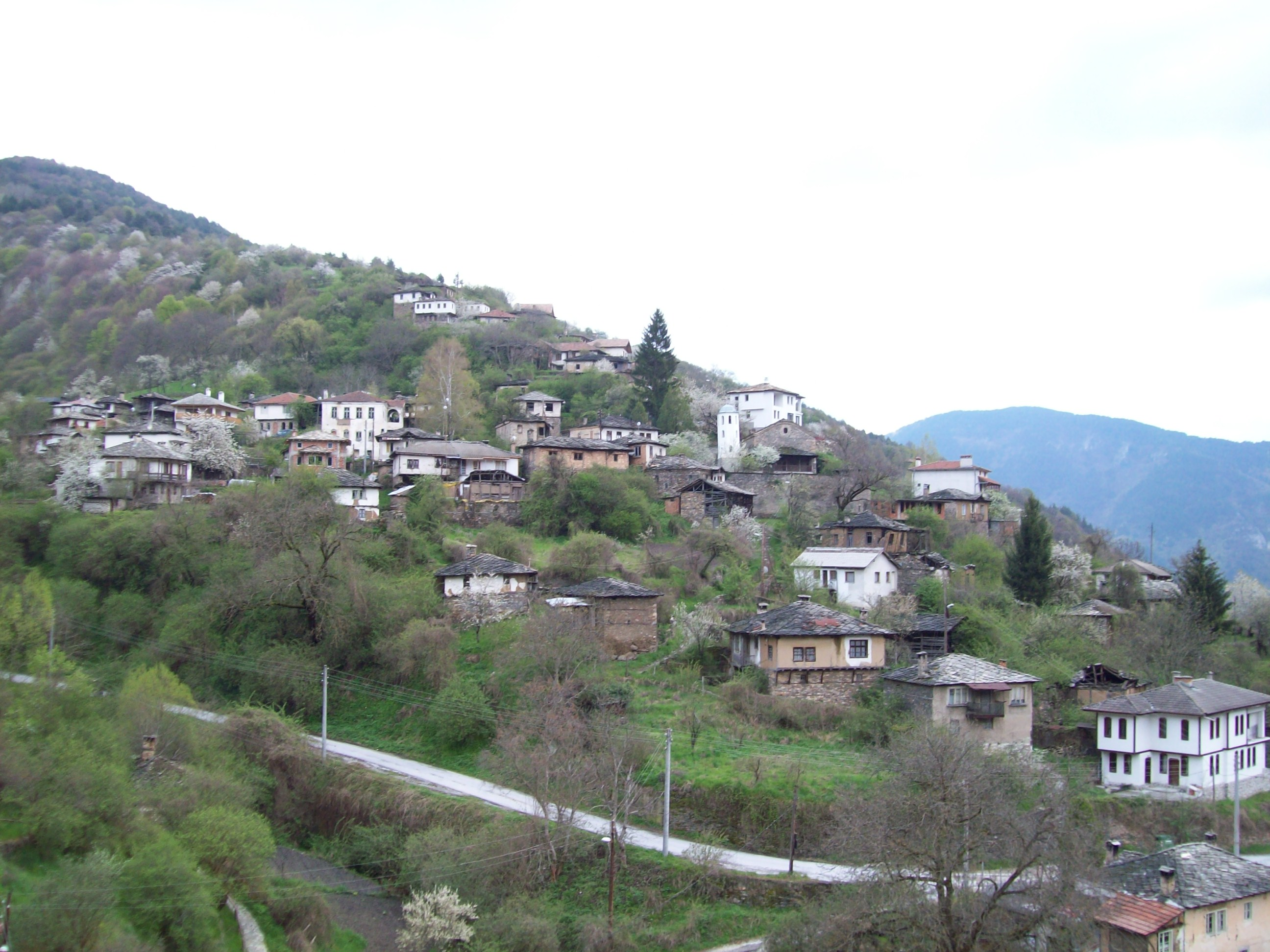
Kossovo : Vue panoramique
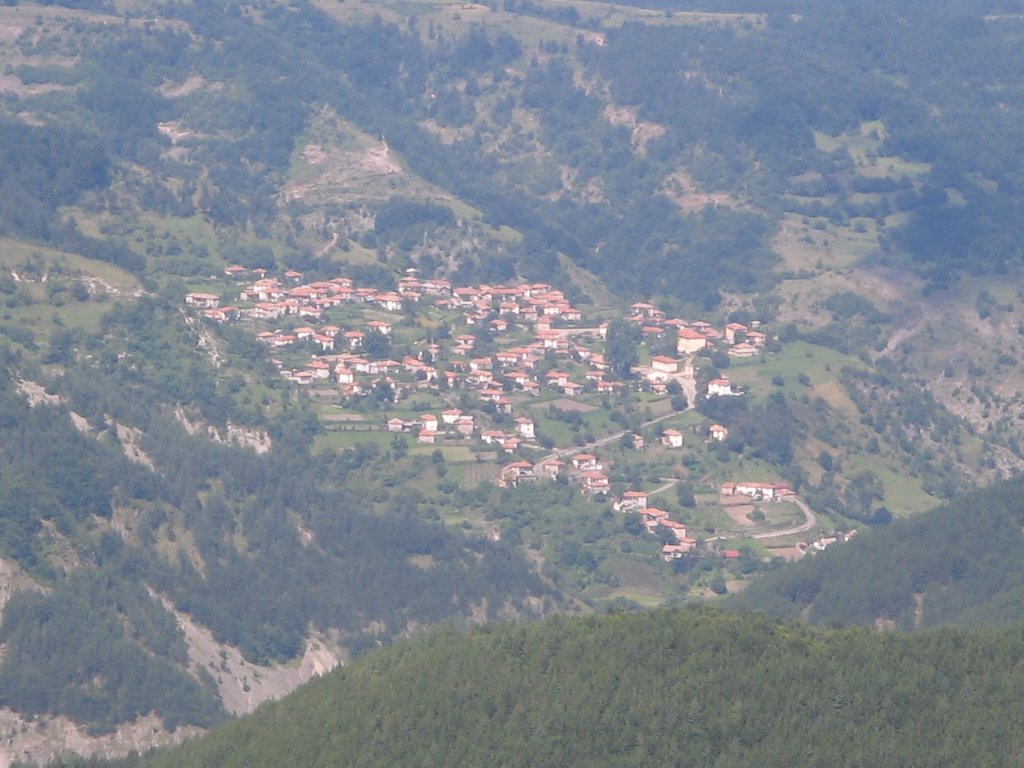
Mostovo : Vue panoramique
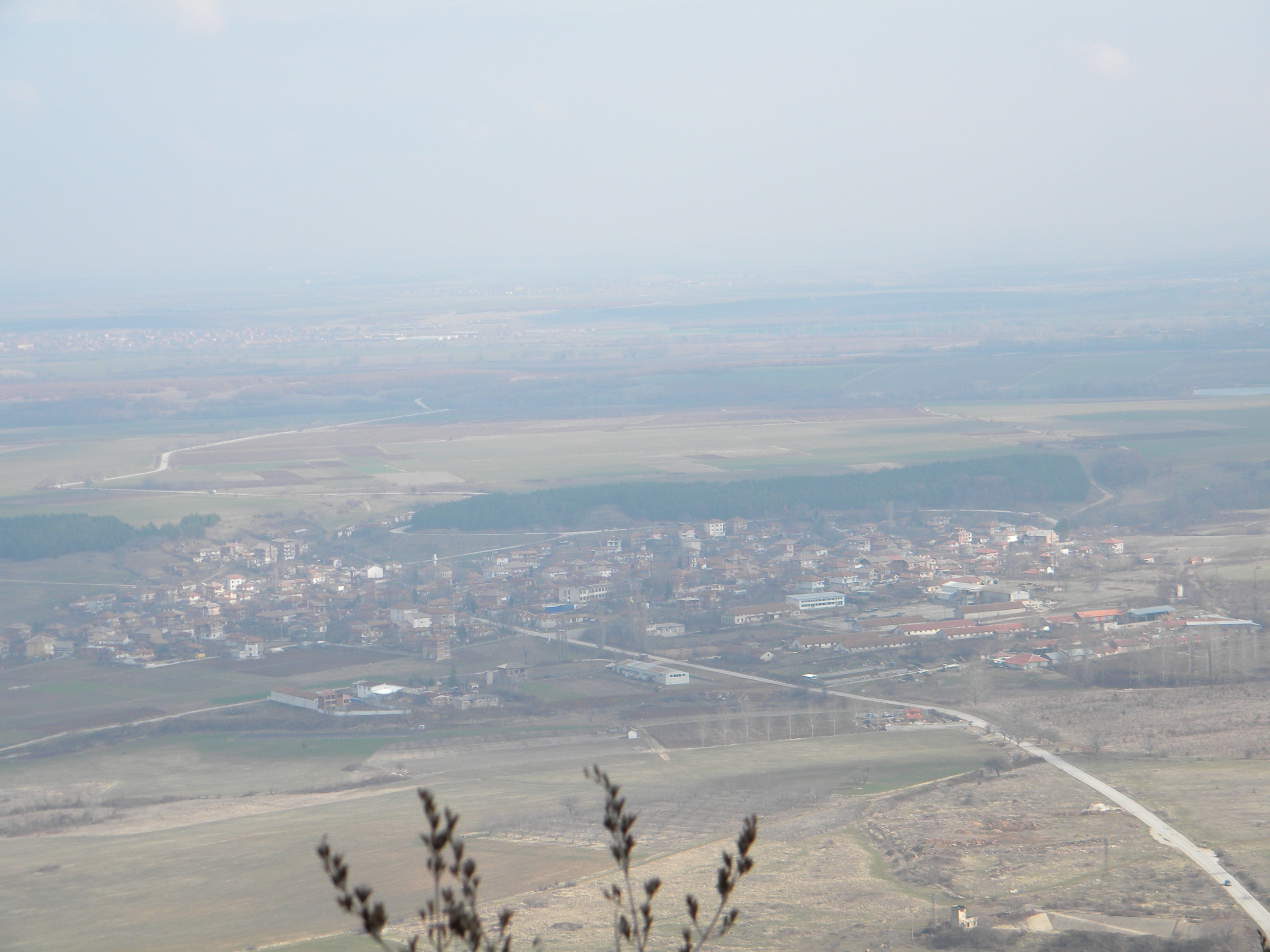
Mouldava : Vue panoramique
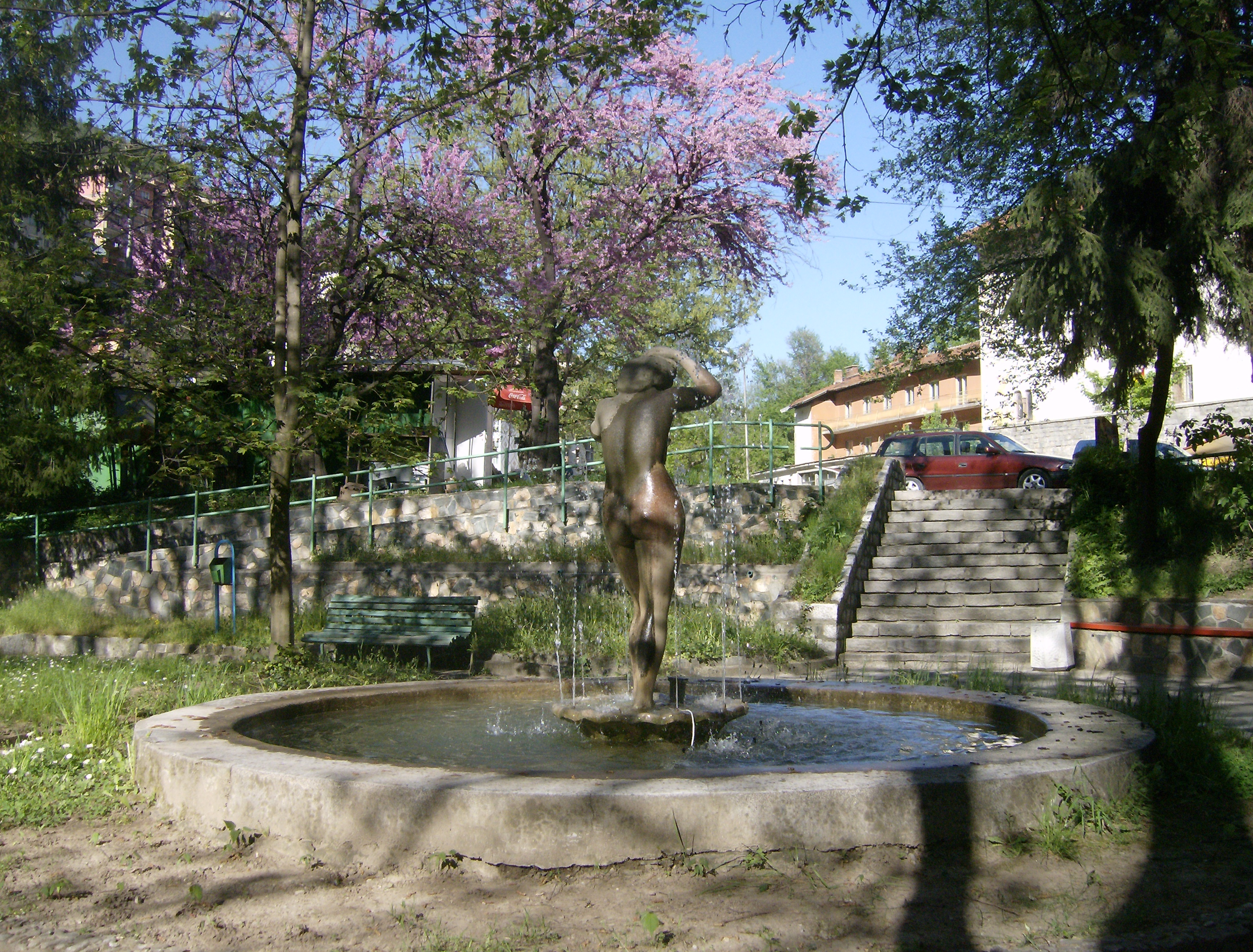
Narétchènski bani : fontaine dans un jardin public
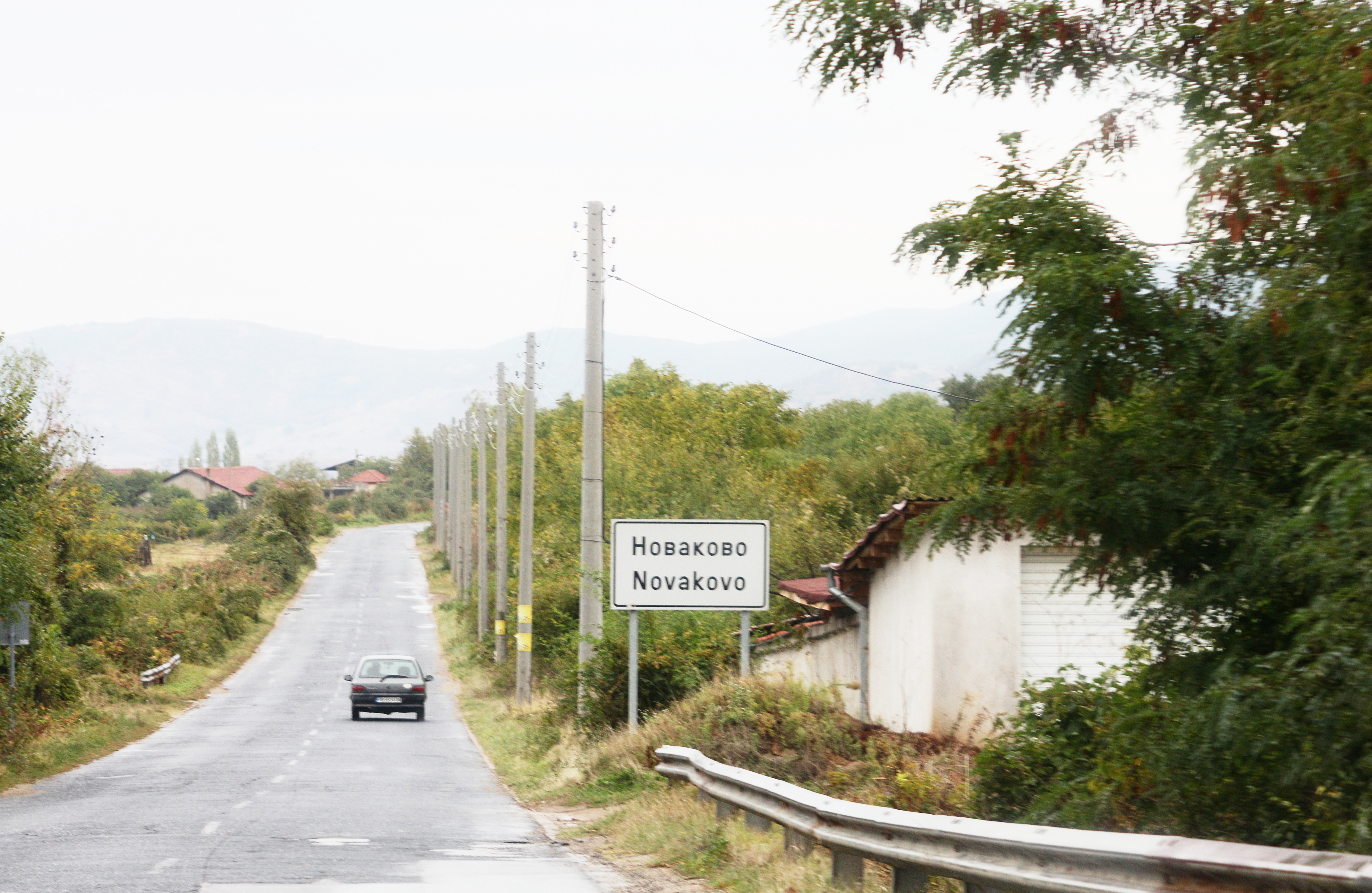
Novakovo : l'entrée du village
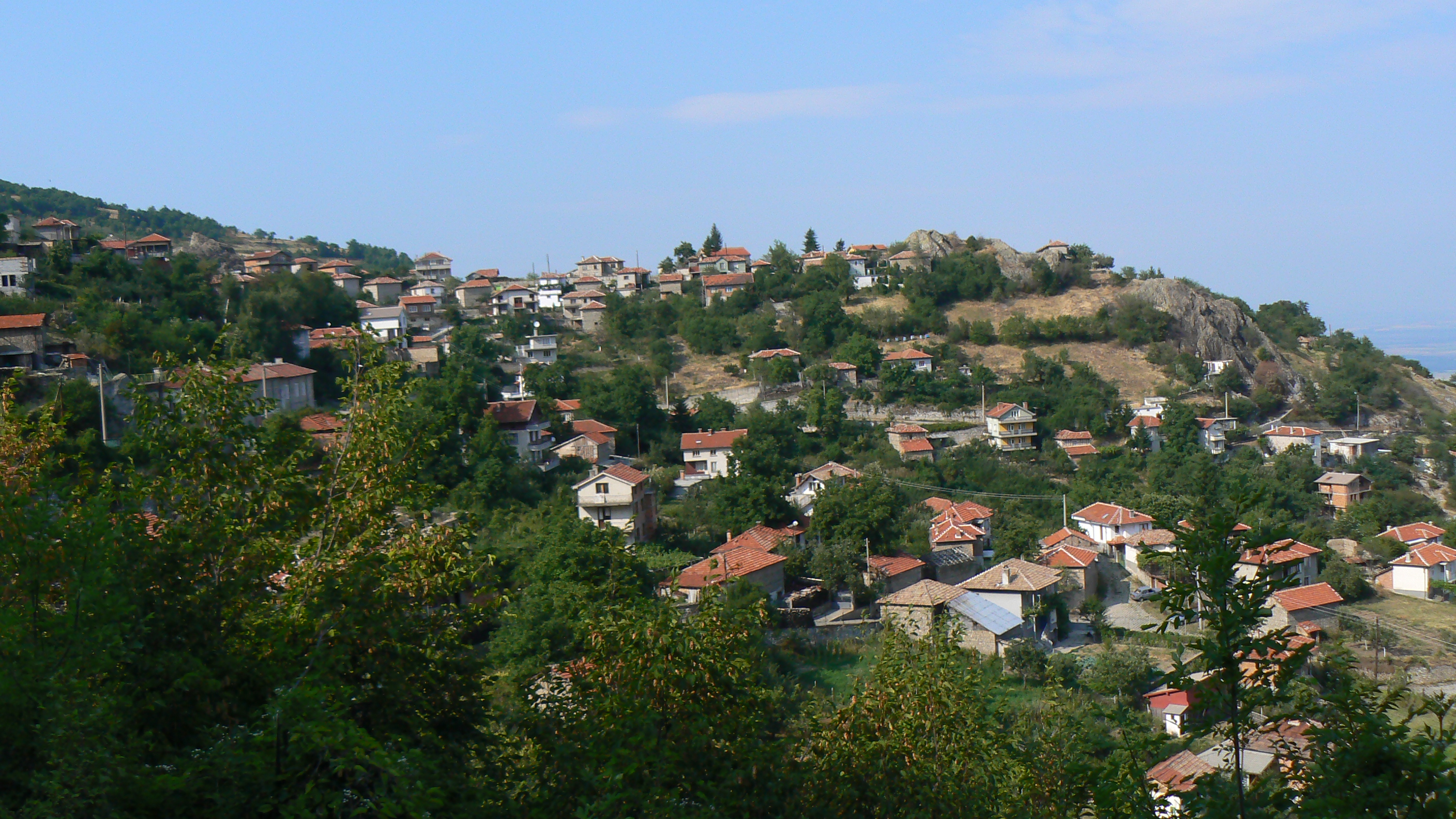
Orèchéts : Vue panoramique
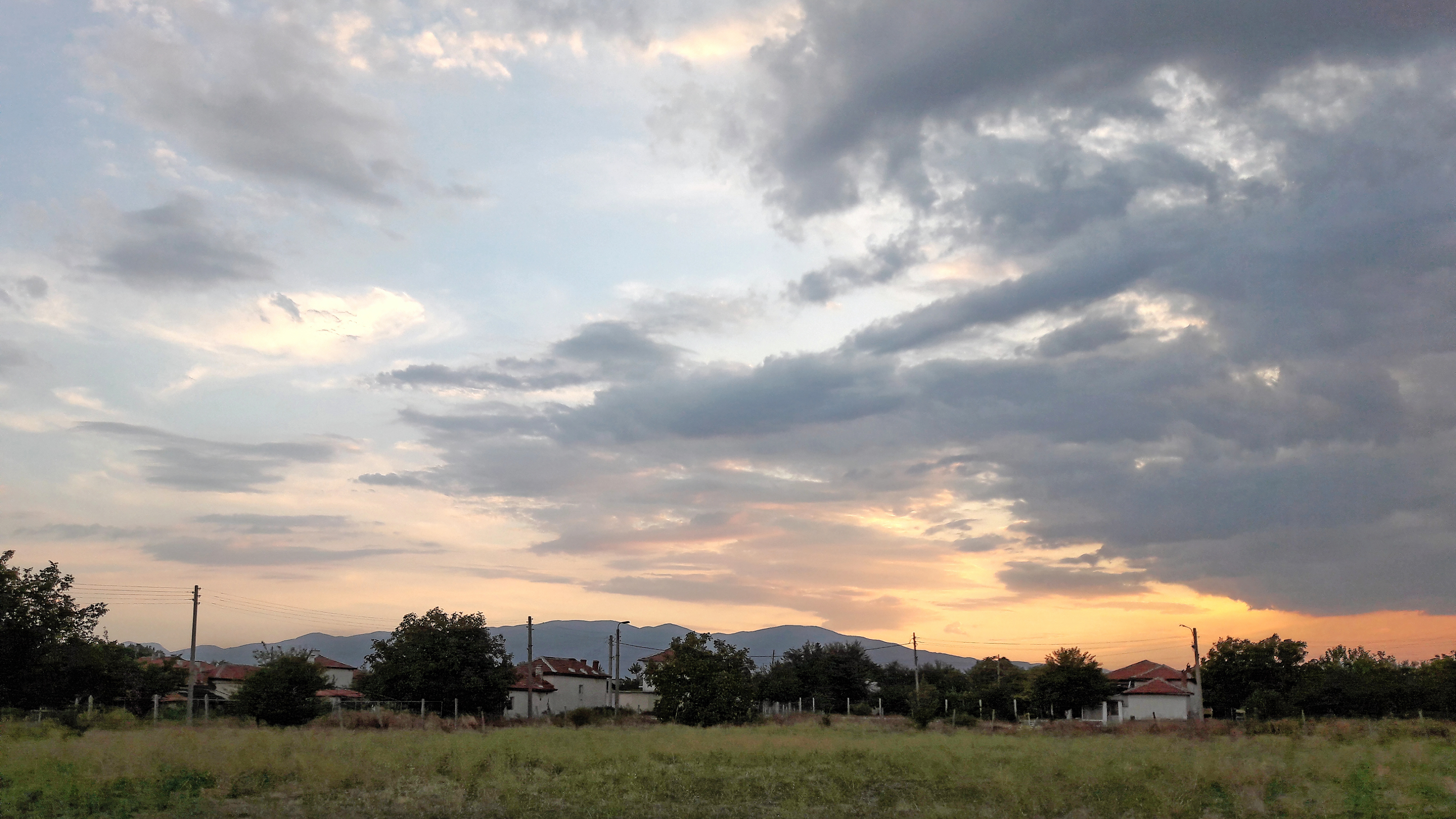
Patriarh Evtimovo : vue du village depuis le nord
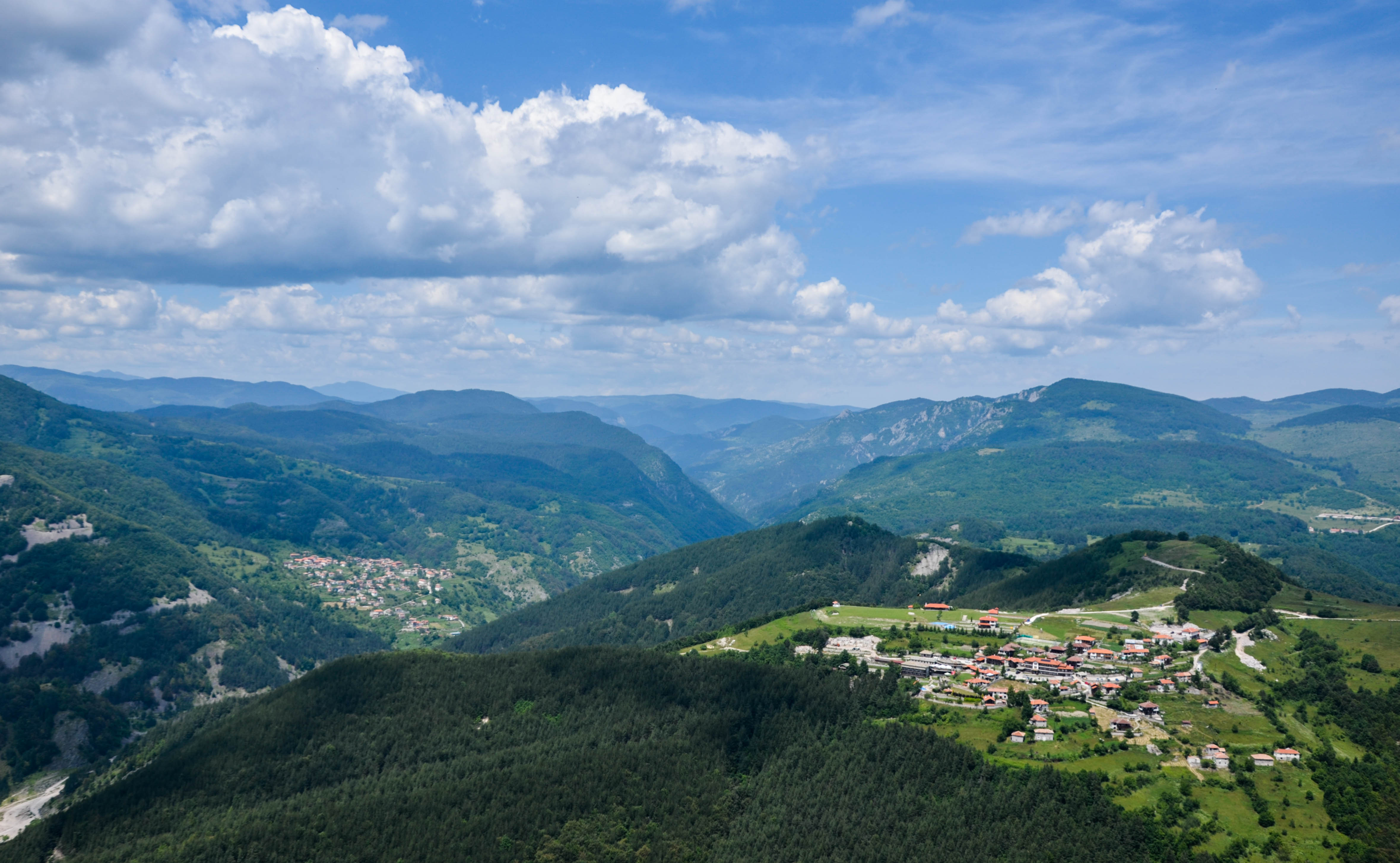
Sini Vrh : Vue panoramique
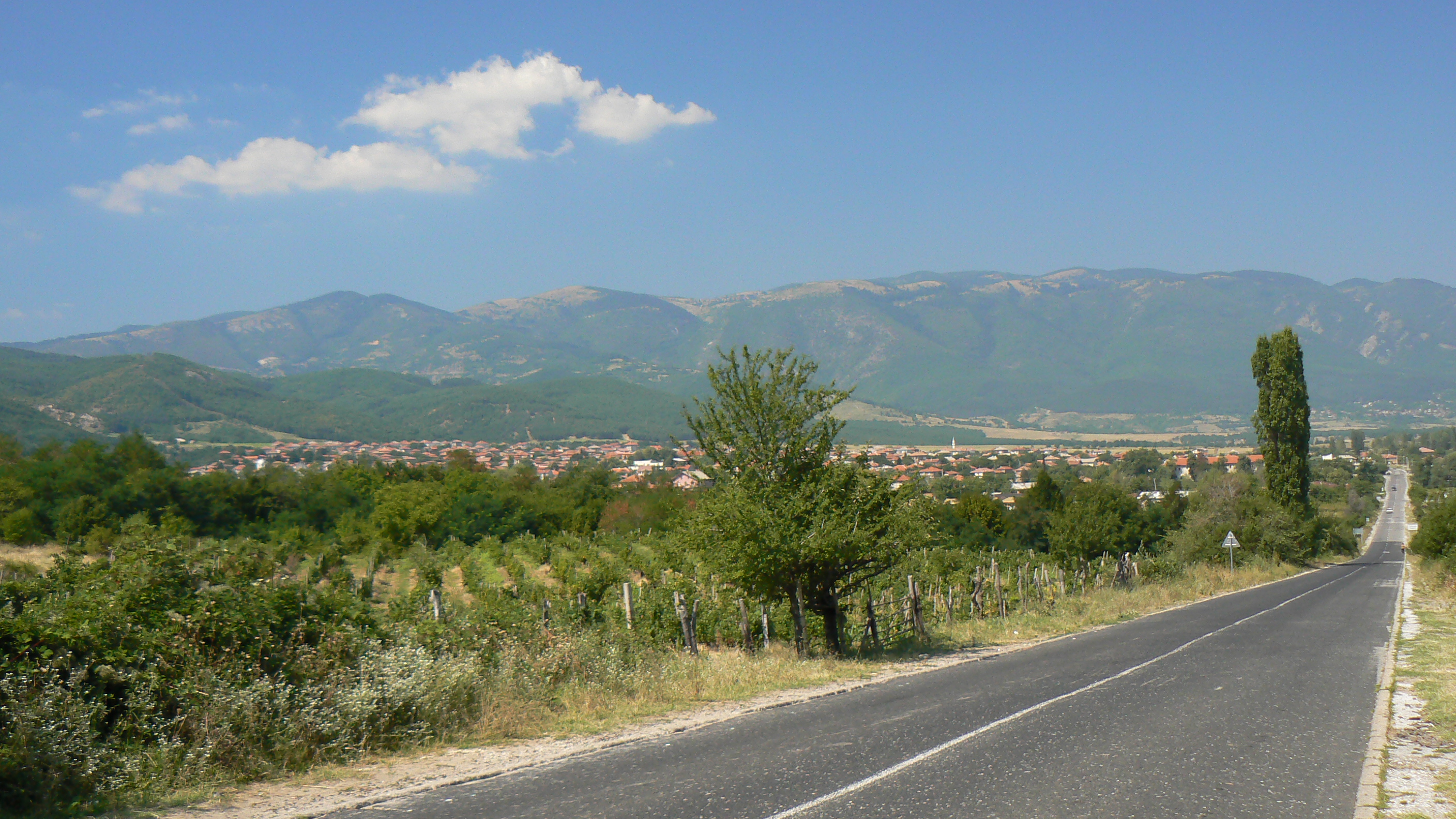
Topolovo : Vue panoramique
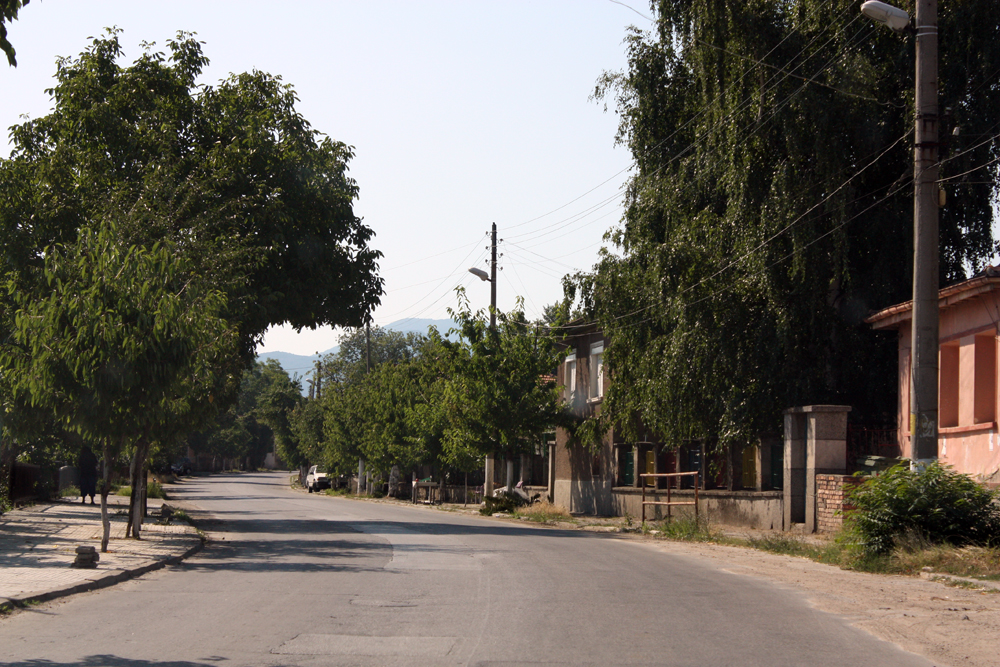
Tchérvèn : la rue principale
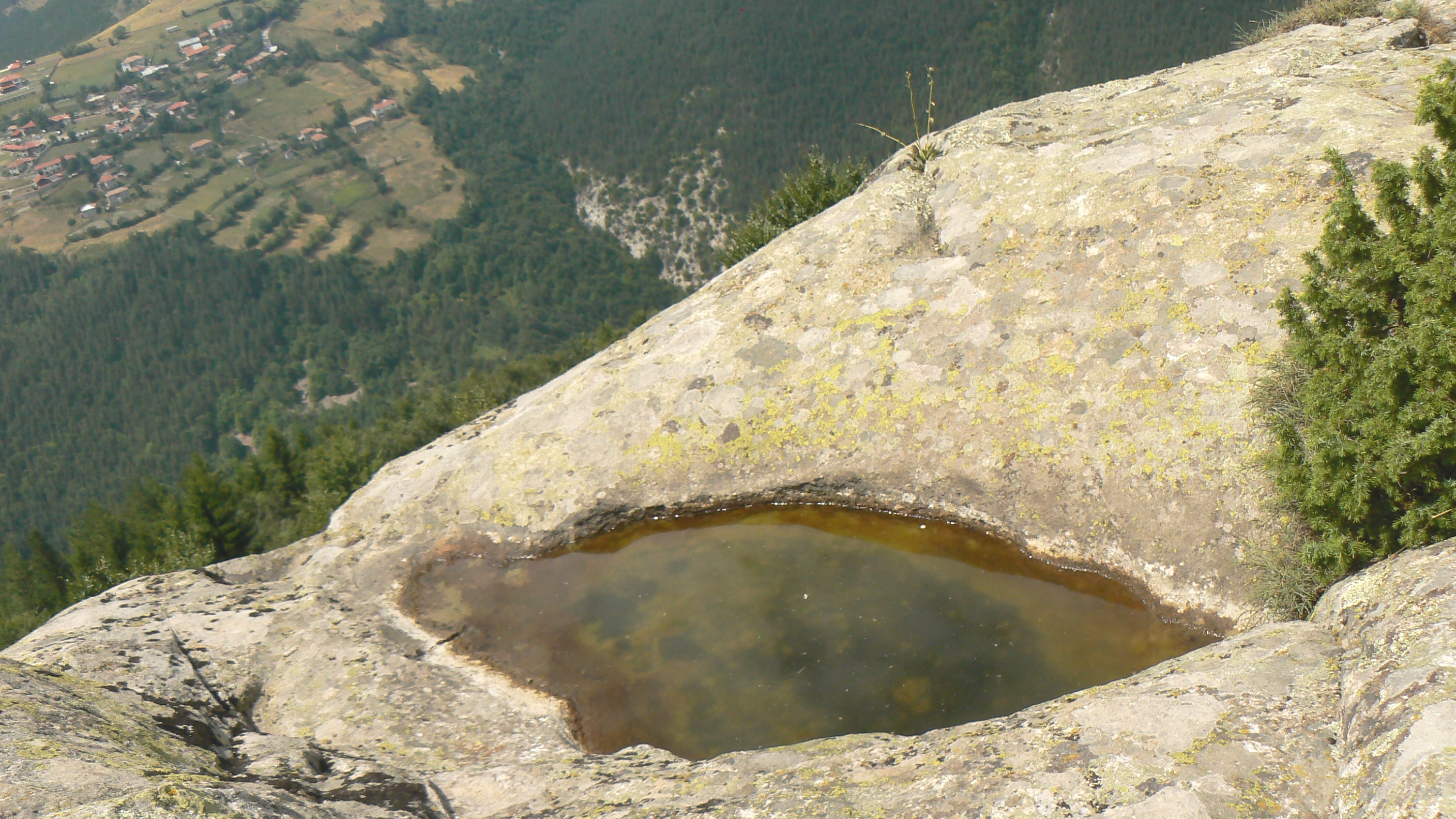
Vrata : Vue panoramique